# 수마트라의 열대우림 지역
수마트라의 열대우림 지역(Tropical Rainforest Heritage of Sumatra)은 2004년에 유네스코 세계유산으로 지정된 지역이다. 수마트라섬의 3개의 인도네시아 국립공원으로 구성된다.(Gunung Leuser National Park, Kerinci Seblat National Park, the Bukit Barisan Selatan National Park)

## 식물상과 동물상
174가지 포유류 중 3가지가 고유동물이고 21가지가 2000년 위기종으로 등재되었다. 380개종의 새들이 등재되어 있으며 이 중 13가지가 고유동물이고 52가지가 위기종이다. 중요한 종들은 다음이 있다: 오랑우탄, 수마트라코뿔소, 피그테일몽키. 중요한 식물은 다음과 같다: 아모르포팔루스 티타눔.